# Merikukka Forsius
Merikukka Forsius, född 12 augusti 1972 i Helsingfors, är en finländsk politiker. Hon var ledamot av Finlands riksdag för Samlingspartiet 2008–2011. Hon invaldes först i riksdagen 1999 för Gröna förbundet, men gick år 2008 över till Samlingspartiet. Hon var även grön kommunfullmäktigeledamot i Vichtis 1997-2003.